# 1230

## أحداث
- حصار جيان في الفترة ما بين 24 يونيو وسبتمبر.

## مواليد
- أوتوكار الثاني.
- بونيفاس الثامن.
- الناصر يوسف، بالتقريب.
- جويدو جوينيزلي.
- ريموندو مارتيني.

## وفيات
- أرميا العمشيتي.
- الدخوار.
- ألفونسو التاسع.
- ابن الزيات التادلي.
- فالتر فون در فوغلفايدي.
- معين الدين الجشتي.